# Molekularna simetrija
Molekularna simetrija opisuje simetriju prisutnu u molekulama i klasificira ih prema njihovoj simetriji.

## Simetrija molekularne strukture
Na osnovu iskustvenih molekula došli su kemičari do predstave da atomi moraju biti u molekulama poredani u pravilne geometrijske likove. Nikako se molekule ne mogu promatrati kao divlja i porazbacana skupina atoma. Iz valentnosti, iz raspršivanja svjetlosti na molekulama, iz električnih osobina molekula, iz ogiba katodnih zraka na molekulama, iz emisijskog spektra molekula, i tako dalje, mora se zaključiti da su atomi osobito simetrično poredani u molekulama. Središta atoma u molekulama čine kutove pravilnih geometrijskih likova: trokuta, četverokuta, piramide, pravilnog šesterokuta, oktaedra i tako dalje. Kod molekula, koje su građene iz 3 atoma, atomi su poredani na jednom pravcu ili na kutovima trokuta. Ako su svi atomi jednaki, tada je trokut istostraničan, između svih atoma postoji jednak razmak. Ako su dva atoma jednaka, a treći atom različit, tada molekula pokazuje oblik istokračnog trokuta. Takav istokračni trokut stvara molekula vode H2O. Oba vodikova atoma u molekuli vode jednako su udaljena od kisikova atoma, spojnice od kisikova atoma do oba vodika su dva jednaka kraka trokuta. Kut između obaju krakova iznosi 105°. Molekule s 4 atoma često izgrađuju piramide. To nastupa gotovo uvijek ako su tri atoma jednaka, a četvrti različit. Tada obično tri jednaka atoma izgrađuju kutove istostranog trokuta, a četvrti atom molekule nalazi se u centru trokuta na nešto povišenom položaju prema ravnini trokuta. Tri jednaka atoma izgrađuju bazu piramide, a četvrti njezin vrh. Takva molekula je na primjer NH3 (amonijak). Ima međutim piramida koje su građene od 4 jednaka atoma i iz petog različitog. Četiri jednaka atoma čine kutove kvadrata i leže u istoj ravnini, dok se peti atom nalazi izvan ravnine u jednakom razmaku od ostalih četiriju atoma. Udaljenosti između atoma iznose od 0,2 do 0,3 nm. Poznati su vrli simetrični likovi koje izgrađuje ugljik. Iskustvene činjenice iz organske kemije sile na predstavu da su u organskim spojevima ugljikovi atomi poredani u pravilni šesterokut. U svakom kutu pravilnog šesterokuta nalazi se po jedan ugljikov atom. Uz taj ugljikov atom može još biti vezan jedan atom vodika. Ta molekula je poznati spoj C6H6 (benzen). Molekule s mnogo atoma izgrađuju naravno složenije geometrijske likove. Molekule iz 8 atoma mogu izgrađivati pravilni oktaedar. Kod molekula s velikim brojem atoma grupiraju se pojedine atomne skupine i te atomske skupine su tada međusobno poredane u pravilne geometrijske likove. Svaka atomska skupina i sama pokazuje pravilnu geometrijsku građu.
Kemičari su došli na predstavu o pravilnoj geometrijskoj građi molekula da bi dobili što jednostavniji pregled nad zakonima koji vladaju kod spajanja atoma u molekule. Slika molekula kao trokuta, kvadrata, piramide, oktaedra i tako dalje bila je više radna hipoteza kemičara negoli ozbiljno shvaćen model stvarne molekule. Moderna atomistika nas uči da tu sliku kemičara treba shvatiti vrlo ozbiljno. Geometrijska simetrija pojavljuje se kao jedan od najtemeljitijih zakona kod tvorbe molekula. Nisu trokuti, četverokuti, piramide i drugi pravilni likovi samo igračke geometričara, oni imaju duboko fizikalno značenje. Do razvoja moderne atomistike mogli smo smatrati pravilne geometrijske likove samo proizvodima apstraktnih sposobnosti ljudskog uma. Pravilni geometrijski likovi odaju temeljna svojstva simetrije i na takve likove čovjek je brzo mogao nadoći. Kod istostranog trokuta radi se o trima točkama, koje su poredane u jednakom razmaku. Svaka točka u kutu istostraničnog trokuta nije ničim odlikovana nad drugim točkama. Isto vrijedi i za pravilni tetraedar ili oktaedar. Svaki kut tih likova potpuno nalikuje na ostale kutove, okretanjem tetraedra iz jednog kuta u drugi uvijek imamo pred sobom istu geometrijsku konfiguraciju. Ne opažamo nikakve promjene ako gornji kut tetraedra okrenemo u donji, a donji u gornji. Takvi pravilni geometrijski likovi pokazuju temeljne simetrije. Te simetrije mogu se matematički vrlo jednostavno i strogo odrediti, te čine dio jedne posebne matematičke grane, teorije grupa, koja sve te različite simetrije u geometrijskim likovima svodi na jednostavne odnose. Ne iznenađuje da se matematičari u dokolici bave takvim poslom, naprotiv vrlo iznenađuje da se sve te simetrije nalaze ostvarene u prirodi. Otkuda priroda poznaje pravila simetrije? Kako se može pomisliti da se atom ponaša po pravilima matematičke simetrije?
U okviru klasične fizike nemamo nikakav oslonac za pojavu simetrija u prirodi. Klasična fizika uvijek povezuje količinske vrijednosti jednih fizikalnih veličina s količinskim promjenama drugih fizikalnih veličina. Newtonova mehanika poznaje samo sile kao točno određene veličine i promjene brzina, što ih te sile izazivlju. Masama i početnim brzinama točno su količinski određeni položaji, koje poprimaju tijela postupno. Po klasičnoj fizici nemaju neki položaji nikakve prednosti pred drugima, nema smisla zamišljati da bi simetrični međusobni položaji atoma u molekulama imali kakvu prednost pred drugim, nesimetričnim položajima. Klasična fizika uopće ne poznaje pojam simetrije, u njoj nemaju takvi pojmovi nikakvog fizikalnog značenja. Kao što nema smisla govoriti da bi se crvene kuglice drukčije kretale od žutih, tako isto nema smisla pomisliti da bi simetrični raspored atoma imao neku veću stabilnost od ostalih. Simetrija je kvalitativno svojstvo atomskih sistema i ono nema mjesta u klasičnom sistemu fizike, koji poznaje samo uzročna količinska povezivanja fizikalnih veličina. Klasična fizika određuje slijed količinskih promjena u prirodi, ona šuti na pitanje zašto se neke konfiguracije atoma pojavljuje kao jedino stabilne u prirodi. 
Tek kvantna teorija je rasvijetlila tu neobično zamršenu i izuzetno važnu problematiku. Osnovna razlika između klasičnih i kvantnih zakona omogućuje da se u kvantnu teoriju materije ugradi načelo simetrije, dok to isto načelo isključuje klasična teorija. Značenje simetrije u kvantnoj teoriji spoznato je djelomično radom W. Heisenberga o helijevom spektru, a u potpunom opsegu detaljnim ispitivanjima F. Hunda i E. Wignera o svojstvima simetrije rješenja Schrödingerove jednadžbe. Ta ispitivanja su pokazala da pri međusobnom djelovanju istovrsnih čestica nastupa jedan sasvim novi moment. Postoji bitna razlika, da li se radi o česticama iste vrste ili o različitim česticama. Kod istovrsnih čestica kvantni problem prestaje da bude određen jednoznačno međusobnim silama između čestica. Takav kvantni sistem pokazuje doduše točno određene diskretne energije, kao i sistem raznovrsnih čestica, ali kod svake diskretne energije takvog sistema moguće su uvijek vrlo raznovrsne konfiguracije čestica. Iz same Schrödingerove jednadžbe ne da se zaključiti koja se raspodjela tih čestica pojavljuje u prirodi. Hund i Wigner postavili su opću tvrdnju da su u prirodi ostvarena samo neka simetrična rješenja Schrödingerove jednadžbe. Između svih mogućih matematičkih rješenja pojavljuje se u prirodi ostvarena samo simetrična. Ta simetrična rješenja predstavljaju tada prava stacionarna stanja atomskog sistema. Načelo simetrije može se sasvim općenito odrediti za sisteme koji se sastoje od samih jednakih čestica ili nekoliko različitih vrsta jednakih čestica. U prirodi su samo ostvarena ona rješenja Schrödingerove jednadžbe koja su simetrična s obzirom na istovrsne čestice. U smjesi protona i elektrona mora postojati simetrija samo između samih protona i samih elektrona.
Kvantno teorijsko načelo simetrije može se izraziti jednom jedinom rečenicom: Rješenja Schrödingerove jednadžbe moraju biti tako građena da zamjenom dvaju jednakih čestica u rješenju ostaje rješenje nepromijenjeno. To znači da se u kvantnoj teoriji ne može jedna čestica ničim odlikovati nad drugom jednakom česticom. Ne može se reći da jedna čestica ima tu osobinu, na primjer taj položaj, a druga čestica iste vrste neku različitu osobinu, na primjer neki različit položaj u prostoru. Kao što su kutovi u istostranom trokutu međusobno simetrični, tako isto moraju biti rješenja kvantnog sistema simetrična na istovrsne čestice. U posljednjem koraku tim je načelom srušena osobnost (identitet) pojedine čestice. U sustavu jednakih čestica ne može se u kvantnoj teoriji ničim razlikovati jedna čestica od druge. Ona prestaje biti pojedinačna (individuum). To je temeljna razlika kvantne teorije prema klasičnoj. U klasičnoj teoriji pojedine su čestice odvojene strogo jedna od druge. Pojedinu česticu možemo pratiti uzduž njezine staze i točno provjeravati njenu posebnost. U klasičnoj teoriji možemo svakoj čestici dati posebno ime, s puno smisla možemo pitati gdje se nalazi ta i ta čestica. Naprotiv kvantna teorija pojedinačno razlikovanje samo za čestice različite vrste. U vodiku možemo razlikovati elektron od protona i oba označiti različitim imenima. Dva elektrona helija naprotiv ne mogu se više ničim razlikovati jedan od drugog. Nema smisla jednom dati ima A, a drugom B i pitati gdje se nalazi A, a gdje B. Ta dva elektrona ne možemo posebno razlikovati, nijedan ne nosi oznake za svoje ime. Oni su samo "dva elektrona" helija i ništa više. Kvantnoteorijsko načelo simetrije je u suštini jednako s ukidanjem posebnosti pojedinih čestica u sustavu jednakih čestica. Sustav dvaju elektrona nije zbroj jednog elektrona A i jednog elektrona B, on je nerazrješivo jedinstvo. Cjelini pridolaze sasvim nova svojstva, koja se ne mogu shvatiti zbrajanjem učinaka pojedinih elektrona A i B. U zajednici prestaju elektroni A i B uopće zasebno da postoje. Odnosi neodređenosti brinu se da se ne može pratiti pojedini elektron na njegovu putu i na taj način slijediti njegovu zasebnu sudbinu. I na tom mjestu osigurava odnos neodređenosti neprotuslovnost kvantne teorije.
Svojstva simetrije prilaze sustavima koji su građeni iz jednakih čestica. To svojstvo simetrije ne slijedi izravno iz kvantnih jednadžbi, Schrödingerove jednadžbe, ono se mora izreći kao posebni postulat. No iz kvantnih zakona izlazi da sustavi zadržavaju ona svojstva simetrije koja su nekada poprimili. Vrijedi li u jednom trenutku za elektrone svojstvo simetrije, to vrijedi za sva vremena. Svojstva simetrije su nerazoriva. Izgradnjom sustava samog pojavljuju se izvjesne simetrije i te prate vječno takve sustave. Prijelazom iz jedne diskretne energije u drugu sačuva sustav svoja svojstva simetrije. 
Paulijevo načelo je isto posljedica simetrije kvantnih sustava. Po Paulijevu načelu može se u jednom stacionarnom stanju nalaziti samo jedna istovrsna čestica. To određenje je osobit oblik zakona simetrije u kvantnoj teoriji. 
Svojstva simetrije rješenja Schrödingerove jednadžbe za više jednakih čestica odgovorna su za pojavu svih simetrija u prirodi. Simetrični geometrijski oblici molekula, kao i kristala posljedica su kvantnog zakona simetrije. Tvorevina iz 3 jednake čestice i jedne drukčije može zadovoljiti kvantnu simetriju samo tako da se 3 jednake čestice nalaze na kutovima istostranog trokuta. Takva tvorevina je u prirodi doista ostvarena kao molekula NH3, da spomenemo samo jedan od brojnih primjera. U molekuli C6H6 čine svi ugljici pravilan šesterokut, ni jedan atom ugljika nije pred drugim ničim odlikovan. Jednaki atomi pojavljuju se u molekulama uvijek simetrično poredani tako da jedan atom nema neki izuzetni položaj prema drugome. Ta simetričnost postoji samo za čestice iste vrste. Građena li je molekula iz samih jednakih atoma izuzevši jedan, to se prema tom jednom atomu ostali postavljaju tako da ni jedan isti atom nema povlašteni položaj u odnosu prema tom različitom atomu. Svojstva simetrije nerazrješivo su povezana s izgradnjom molekule, može se reći da je ona pokretna "sila" koja oblikuje molekularni spoj. Svojstva simetrije daju molekulama one pravilne oblike koje nalazimo u prirodi.